# 1938 en Grèce
Chronologie de la Grèce
- 1934
- 1935
- 1936
- 1937
- 1938
- 1939
- 1940
- 1941
- 1942

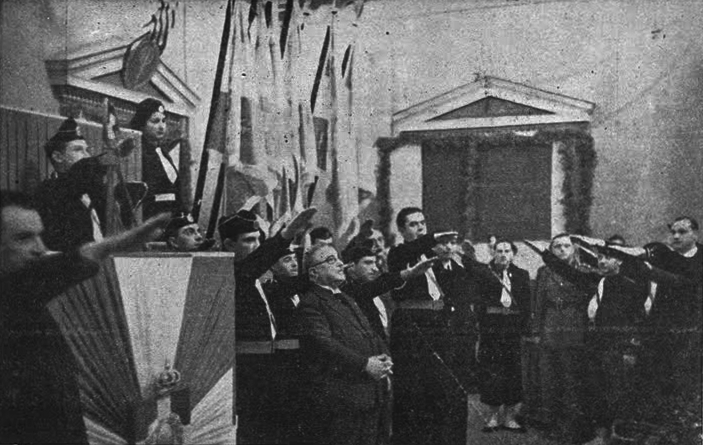
Les jeunes membres de l'Organisation nationale grecque de la jeunesse EON saluent en présence de Ioánnis Metaxás.

Cette page concerne les évènements survenus en 1938 en Grèce  :

## Évènement
- Régime du 4-Août (1936-1941)
- 9 janvier : mariage du diadoque Paul de Grèce et de la princesse Frederika de Hanovre.
- 28 juillet-22 août : tentative de coup d’État de La Canée, visant à renverser la dictature de Metaxás.
- 31 juillet : accord de Salonique (en) entre les pays de l'Entente balkanique (parmi lesquels la Grèce) et la Bulgarie.

## Création
- Aéroport international d'Hellinikon
- Ellinikí Radiofonía Tileórasi (ERT), groupe audiovisuel public.
- Établissement des parcs nationaux du mont Olympe et du mont Parnasse.
- Institut Kanellópoulos de chimie et d'agriculture au Pirée.
- Station radio d'Athènes (en)
- Université du Pirée

clubs de sport
- A.O Pefki F.C. (en), club de football.
- Pagrati B.C. (en), club de basket.
- Prasina Poulia (en), club de football.
- Thrasývoulos Fylís, club de football.

## Sport
- Coupe de Grèce de football (1938-1939) (en)

## Naissance
- Thanásis Papadópoulos (el), acteur.
- Dína Kósta (el), actrice.
- Aggelikí Sidirá (el), poétesse.
- Kalliópi Koutífari (el), sculptrice.
- Vassili Karis, acteur.

## Décès
- Andréas Stefanópoulos (el), personnalité politique.
- Kleoníki Asprióti (el), peintre.
- Nikólaos Delagrammátikas (el), militaire.
- Nicolas de Grèce, prince de Grèce et de Danemark, militaire, mémorialiste, écrivain et peintre.